# Binioù kozh
Binioù kozh är en bretonsk säckpipa. Den spelas ofta tillsammans med bombard, ett bretonskt träblåsinstrument som är en typ av skalmeja.
Binioùn stämmer en oktav högre än bombarden. Den har en tenorstämd bordun med ett litet koniskt klockstycke. Spelpipan har en mycket gäll ton (vanliga stämningar är Bb, C,A,G och F). Klangen påminner om den skotska pipans, men är mycket gällare.